# Hylexetastes brigidai
A Hylexetastes brigidai a madarak osztályának verébalakúak (Passeriformes) rendjébe, valamint a fazekasmadár-félék (Furnariidae) családjába és a fahágóformák (Dendrocolaptidae) alcsaládjába tartozó faj.

## Rendszerezés
Eredetileg a  Hylexetastes perrotii faj alfaja volt, Hylexetastes perrotii brigidai néven. Egyes szervezetek még mindig ide sorolják.

## Előfordulása
Brazília területén honos.

## Külső hivatkozások
- Képek az interneten a fajról
- Xeno-canto.org - a faj hangja és elterjedési területe